# Bulletin officiel des annonces de marchés publics

Logo du site internet BOAMP.fr

Le bulletin officiel des annonces des marchés publics (BOAMP) est, en France, un bulletin officiel créé en 1957 pour diffuser les annonces relatives aux marchés publics telles que les appels d'offres.

## Histoire
Le BOAMP est créé par le décret du 4 avril 1957. 
Il est d'abord publié par la direction des Journaux officiels (DJO). Après la fusion de celle-ci en 2010 avec La Documentation française, il est publié par la Direction de l'information légale et administrative (DILA), dans le cadre de sa mission de garantir la transparence économique et financière. 

## Contenu
D'audience nationale, le BOAMP publie les avis d’appels publics à la concurrence (AAPC) nationaux et européens, les avis de concession, les avis d’attribution mais également des contrats de partenariat public-privé lancés par l'État, l’armée, les collectivités territoriales et leurs établissements publics.
L’article 33 du décret du 25 mars 2016 dispose qu’une diffusion est obligatoire au BOAMP pour tous les marchés dont le montant est supérieur aux seuils européens. En dessous de ces seuils, une publication reste obligatoire au BOAMP ou dans un journal habilité à recevoir des annonces légales. Pour les marchés à procédure adaptée (MAPA) inférieurs à 90 K € HT, l’acheteur public a le choix des supports qu’il utilisera pour assurer la publicité de ses marchés.
Avec près de 200 000 annonces publiées en ligne chaque année, le BOAMP joue un rôle essentiel dans la dématérialisation et la diffusion des avis d’appels d’offres de marchés publics. Le BOAMP assure notamment la transmission des avis de marchés européens au Journal officiel de l’Union européenne.
Ces avis sont consultables en accès libre sur boamp.fr, et indexés par mots clés. Le site propose également un système d'alerte par messagerie afin de permettre aux entreprises d'être informées automatiquement lors de la publication d'un appel d'offres correspondant à leurs critères. 